# Дильс, Герман
Герман Александр Дильс (нем. Hermann Alexander Diels; 18 мая 1848 года, Бибрих, ныне в составе Висбадена — 4 июня 1922 года, Берлин) — известный немецкий филолог-классик, историк античности.
Профессор Берлинского университета, его ректор в 1905—1906 годах. Действительный член Берлинской Академии наук (1881).
Иностранный член-корреспондент РАН (07.12.1896).

## Биография
Родился в протестантской семье. Его отец был школьным учителем, затем — начальником вокзала в Висбадене. Герман получил общее образование в гимназии для учителей. В апреле 1867 г. поступил в Берлинский университет, но на следующий год перевёлся в университет Бонна. В Бонне Дильс учился у филолога Германа Узенера. В 1870 г. защитил докторскую диссертацию об античном враче Галене («De Galeni historia philosopha»). 17 июля 1873 г. Дильс женился на Берте Дюбель (1847—1919). У них было три сына, которые тоже пошли по учёной стезе: ботаник Людвиг Дильс, лауреат Нобелевской премии по химии Отто Дильс и славист Пауль Дильс.
По окончании Боннского университета, Дильс отправился в научную поездку в Италию, где работал в библиотеках Рима, Милана, Флоренции. По возвращении, в 1872—1877 гг. преподавал в гимназиях сначала во Фленсбурге, затем в Гамбурге. С октября 1877 г. возглавил комиссию (в Прусской академии наук) по изданию корпуса комментариев на сочинения Аристотеля на греческом языке (Commentaria in Aristotelem Graeca).
С 1882 года экстраординарный профессор, с 1886 года ординарный профессор классической филологии в университете в Берлине. В 1905—1906 — ректор.
C 1881 года действительный член Берлинской Академии наук. В 1895—1920 гг. секретарь Философско-исторического класса Академии.
Состоял в переписке с Германом Узенером, Ульрихом фон Виламовиц-Мёллендорфом, Теодором и Генрихом Гомперцем и другими деятелями культуры и науки.

## «Доксография» и основные работы Дильса
В девятнадцатом веке идеал объективной истории философии предполагал, что возможно восстановить события такими, как они были. Античные авторы обращались к своим предшественникам не для того, чтобы изложить «историю философии», но с тем, чтобы на этом основании развить свои воззрения. В результате возникло множество вариантов и традиций толкования учения того или иного древнего автора. По этой же причине редактированию и изменению подвергался даже тот, как правило, стандартный, материал, который входил в антологии.
Герман Дильс предложил так называемый жанр «доксографии».
Это была схема, объясняющая процесс трансмиссии свидетельств о древнейшем периоде греческой натурфилософии (так называемых «физиков»), которая до сих пор считается в целом верной. Именно, в своем труде «Doxographi graeci», опубликованном в 1879, Дильс попытался восстановить тот источник, который лежит в основе всей последующей традиции, названной им доксографической. Неологизм «доксография» (изложение мнений) был предложен для того, чтобы отличить эти свидетельства от жизнеописаний (биографий) отдельных философов и различных изложений школьной философии («преемств философов»), которые были весьма популярны в античности. По представлению Дильса (и его учителя Узенера) античная доксография восходит к труду последователя Аристотеля Теофраста, который в шестнадцати книгах изложил мнения «физиков», располагая их по школам и следуя тематическому принципу. По предположению Дильса, впоследствии этот труд был сокращен и дополнен новыми эллинистическими источниками и получил очень широкое распространение, оказавшись, например, источником для таких далеких друг от друга авторов, как Секст Эмпирик и Тертуллиан. Этот гипотетический труд, названный Дильсом «Vetusta placita» («Древнейшие мнения»), ныне утрачен, однако в первом столетии н. э. он был ещё раз сокращен и дополнен новыми данными неким неизвестным Аэтием, имя которого трижды упоминается христианским автором Феодоритом. Именно этот текст — и в этом состояла основная гипотеза Doxographi graeci — послужил источником для автора собрания мнений физиков (Placita), которое приписывалось Плутарху, и первой книги антологии Стобея («Eclogae physicae»). Кроме того, труд Псевдо-Плутарха, был использован в «De historia philosophica», достаточно фрагментарном трактате, авторство которого приписывается Галену. Сопоставление этих текстов, которое проделывает Дильс, позволяет заключить, что они действительно восходят к одному и тому же источнику и, кроме того, в «Эклогах» Стобея, в целом гораздо более разрозненных, нежели трактат Псевдо-Плутарха, содержатся дополнительные разделы, что указывает на независимость этих авторов друг от друга. Важным дополнительным источником является также трактат Феодорита «Излечение эллинских недугов» («Graecarum affectionum curatio»), в котором, собственно, и указывается источник — Аэтий.
Как результат этой реконструкции выстраивается магистральная доксографическая традиция, восходящая к Теофрасту. При этом оказывается, что этим же источником пользовались такие авторы, как Ипполит Римский, другой Псевдо-Плутарх, автор «Стромат», фрагменты которых сохранены Евсевием, и (отчасти) Диоген Лаэртский, труд которого представляет собой прихотливое сочетание доксографического и биографического жанров.

## Фрагменты текстов досократиков и нумерация «по Дильсу-Кранцу»
Из работ досократиков сохранились только цитаты, содержащиеся в текстах более поздних авторов, а также упоминания и описания утраченных сочинений. Начиная с середины XIX века предпринимались попытки создать свод фрагментов и свидетельств хотя бы для наиболее важных авторов — таких, как Гераклит, Демокрит и т. п. Первую попытку дать свод фрагментов всех древних философов предпринял Фридрих Муллах. Однако вышедший первым изданием в 1903 году монументальный труд Дильса «Фрагменты досократиков» (Die Fragmente der Vorsokratiker) был изданием качественно иного уровня.
Книга стала стандартным справочником и настольной книгой для философов, филологов и историков античной культуры. Её популярность была такова, что каждые пять или шесть лет справочник выходил новым изданием, переработанным и дополненным. До конца своих дней Дильс не переставал работать над этим собранием. Начиная с 5-го издания, вышедшего в 1934—1937 гг. (после смерти Дильса) редактирование «Фрагментов» взял на себя его ученик Вальтер Кранц.
До сих пор фрагменты текстов досократиков принято цитировать в обозначении DK (Diels-Kranz), где каждому автору назначено определённое число согласно хронологическому порядку, также, кроме порядкового числа для каждого автора его собрание текстов разделено на три группы, маркированные в алфавитном порядке:
A. testimonia: древние свидетельства о жизни философа и его доктрине;
B. ipsissima verba: точные слова цитируемого (буквально, слова самого цитируемого) философа, «фрагменты»;
С. imitations: работы, которые используют данного автора как модель для подражания.
Так, например, поскольку Протагор — восьмидесятый автор в собрании Дильса-Кранца, то третье свидетельство о его вообще очень краткой биографии, переданное Гесихием, будет цитироваться следующим образом: DK 80 А3.

### Критика
Хотя Дильс прекрасно понимал, что изолированные фрагменты того или иного древнего автора должны рассматриваться в том контексте, в котором они дошли до нас, структура его собрания эту связь полностью разрушает. Последующие работы, /такие как K. Frimen, Ancilla to the Presocratic Philosophers (Oxford, 1947/48) усиливают эту тенденцию. Дильс расположил фрагменты и свидетельства в хронологическом порядке, следуя successio и игнорируя тот тематический принцип, которому следовал его основной источник — Псевдо-Плутарх, восходящий к Теофрасту. Особенно пострадали свидетельства, которые говорят не об одном отдельно взятом философе, но обсуждают ту или иную традицию или сопоставляют различных мыслителей. На второй план отошли вопросы о том, на каком основании то или иное высказывание было приписано тому или иному автору, равно как и проблема достоверности и корректности той информации, которую нам доставляют наши свидетельства.

## Сочинения
- Doxographi Graeci. — Berolini, 1879.
  - Doxographi Graeci. — [3 Aufl.l] — В., 1958. — (в рус. пер.- Античная техника. — М.- Л., 1934).
  - Doxographi Graeci / coll., rec., prolegomenis indicibusque instruxit Hermannus Diels. Nachdruck der 4. Auflage von 1965: de Gruyter, Berlin 1979, ISBN 3-11-001373-8.
- Simplicii in Aristotelis Physicorum libros quattuor priores [-posteriores]". Bd 1-2, 1892—95.
- Parmenides, 1897.
- Herakleitos, 1901.
- Poetae philosophi, 1902.
- Die Fragmente der Vorsokratiker. Bd 1-3. — 9 Aufi. — 1903. — (частичный перевод на рус. яз. А. Маковельского с рядом вводных статей, написанных переводчиком, вышел под назв. «Досократики». Ч. 1-3. — Казань, 1914—1999).
  - Die Fragmente der Vorsokratiker. 3 Bände., Nachdruck der 6. verbesserten Auflage von 1951/52: Weidmann, Zürich 1996, herausgegeben von Walter Kranz, ISBN 3-296-12201-X, ISBN 3-296-12202-8 und ISBN 3-296-12203-6.
- Lukrezstudien // Sitzungsber. d. Preuß. Akad. d. Wiss. in Berlin. Philos. histor. Klasse. — 1918—1922.
- Lucretius Carus. De rerum natura. — Bd 1-2, 1923—24. — (текст и перевод).

### Русские переводы
- Дильс Г. Античная техника / Пер. и примеч. М. Е. Сергеенко и П. П. Забаринского; Под ред. и с предисл. С. И. Ковалёва; Оформл. А. А. Толоконникова. — М.; Л.: ОНТИ; ГТТИ, 1934. — 216 с.
- Дильс Г. Удивительные машины древности. Техника и технологии Античности. — М.: Вече, 2018. — 240 с. — (Тайны. Загадки. Сенсации). — ISBN 978-5-4484-0133-6.